# هری تیلور (بازیکن فوتبال، زاده ۱۸۸۱)
هری تیلور (انگلیسی: Harry Taylor؛ ۱۸۸۱ – ۲۷ مه ۱۹۱۷ (۳۵−۳۶ سال)) بازیکن فوتبال اهل بریتانیا بود.